# 허부원
허부원(許孚遠, 1535-1604.음7.25)은 명대 관료이다. 절강성(浙江省) 덕청현(德淸縣) 출신이다. 자는 맹중(孟仲) 혹은 맹중(孟中)이고, 호는 경암(敬菴)이며, 시호는 공간(恭簡)이다.

## 생애
담약수(湛若水)의 제자 당추(唐樞)로부터 사사받았다. 가정41년(1562) 임술과(壬戌科) 제이갑(第二甲) 32등으로 진사가 되었고, 남경공부주사(南京工部主事)가 되었다가 남경이부주사(南京吏部主事)로 옮겼고, 다시 북경 이부주사가 되었다. 상서(尙書) 양박(楊博)이 허부원의 강학(講學)을 싫어하였기에 인사 고과인 대계(大計)에서 허부원과 같은 절강(浙江) 출신 인사들의 절반을 파직하였으며, 양박과 같은 고향인 산서(山西) 출신들은 한 명도 파직하지 않았다. 이에 허부원이 불만을 토로하자 양박은 좋아하지 않았고, 후에 허부원은 병가를 내었다. 이후 대학사(大學士) 고공(高拱)이 이부고공사주사(吏部考功司主事)로 천거하였다.
융경4년(1570) 5월, 이부고공사주사에서 광동안찰사첨사(廣東按察司僉事)로 승진되었다. 도적 이무(李茂)와 허준미(許俊美)를 초무하고 왜당(倭黨) 72명을 투항시켰다. 이후 복건안찰사첨사(福建按察司僉事)로 옮겼다. 융경6년(1572) 8월, 인사고과에서 강등되어 양회도전운염사사판관(兩淮都轉運鹽使司判官)이 되었다. 융경제가 사망하고 만력제(萬曆帝)가 등극하면서 고공이 파직되고 장거정이 내각을 장악한 가운데, 허부원이 고공과 한 당이라고 왕전(王篆)이 무고하였기 때문이다. 이후 병부낭중(兵部郞中)이 되었다가 건창부지부(建昌府知府)가 되었다. 건창부지부였지만 틈만 나면 강학을 하였고, 이때 공사(貢士) 등원석(鄧元錫)과 유원경(劉元卿)을 벗으로 삼았다. 만력12년(1580) 8월, 건창부지부에서 섬서제학부사(陝西提學副使)로 발탁되었다. 급사중(給事中) 추원표(鄒元標)의 천거가 있었기 때문이다. 만력15년(1583) 4월, 섬서제학부사에서 순천부부승(順天府府丞)이 되었다. 만력16년(1584) 3월, 응천부윤(應天府尹)으로 사직을 청하였으나 윤허되지 않았다. 이재(李材)의 소송에 휘말려서 2품 강등되었고, 만력20년(1592) 4월, 광서부사(廣西副使)에서 통정사우통정(通政司右通政)이 되었고, 같은해 12월, 다시 도찰원(都察院) 우첨도어사(右僉都御史) 복건순무(福建巡撫)가 되었다. 만력22년(1594) 11월, 복건순무에서 남경대리시경(南京大理寺卿)으로 승진하였다. 만력23년(1595) 4월, 남경대리시경에서 남경병부우시랑(南京兵部右侍郞)으로 승진하였다. 만력26년(1598) 8월, 병부좌시랑(兵部左侍郎)으로 승진하였다. 만력32년(1604) 7월 25일 사망하였다. 만력33년(1605) 4월 9일, 남경공부상서(南京工部尙書)가 증여되고 아들 1명을 국자감(國子監)에 입학시킬 수 있는 음서 혜택을 주었다.

## 복건순무 역임
복건순무에 재임하면서, 허부원은 복주(福州) 기근으로 인한 민란을 막고, 승전(僧田)의 6할을 관으로 환원하였다. 백성을 모집하여 해단(海壇)의 땅 83,000여무(畝)를 개간하고, 성을 쌓아 군영을 두고 병사들에게 지키게 하였다. 이를 바탕으로 복건의 남일(南日)과 팽호(彭湖), 절강의 진전(陳錢), 금당(金塘), 옥환(玉環), 남궤(南麂)에도 같은 것을 시행하려고 하였다. 특히 복건순무 재임 기간은 임진왜란 발발 초기였기에, 허부원은 임진왜란과 관련한 업무들을 처리하였다.

### 일본 용간 주장
병부상서(兵部尙書) 석성(石星)이 지휘(指揮) 사세용(史世用)에게 일본 정탐 업무를 부여하였다. 사세용은 복건성 천주부(泉州府) 동안현(同安縣) 출신 상인 허예(許豫)와 함께 일본으로 갔으나, 다음해 허예가 먼저 귀국하여 허부원에게 보고하였다. 허예의 동료 상인(夥商) 장일학(張一學)과 장일치(張一治)도 함께 보고하였다. 허부원은 이를 종합하여 조정에 보고하고, 일본 추장들(諸酋, 즉 다이묘大名)에게 도요토미 히데요시(豐臣秀吉)를 생포 혹은 사살한 자는 일본국왕으로 책봉하겠다고 설득할 것, 용간(用間), 비어(備禦), 정초(征勦)를 적절히 사용하여 일본군을 물리칠 것을 건의하였다.

### 필리핀총독 다스마리냐스 살해 사건 처리
만력22년(1594) 10월 3일, 허부원의 상주문이 조정에 보고되었다. 여송추장(呂宋酋長)의 아들이 중국인들이 자신의 부친을 살해하고 보화를 탈취하여 도주하였다는 사실이 대해 소송을 걸어왔다는 내용이었다. 병부(兵部)는 범인을 붙잡아 처벌하고, 추장이 보낸 사신은 잘 대접하여서 중국에 우호적인 마음을 갖도록 하는 한편, 기회를 빌어 일본 사정을 정탐할 것을 건의하였다. 만력제는 이를 허락하였다.
여기서 말한 여송추장은 바로 스페인령 필리핀 총독 고메스 페레스 다스마리냐스(Goméz Pérez Dasmariñas)이다. 사건의 전말은 이렇다. 몰루카제도(Molucca Islands)를 정복하기 위하여, 다스마리냐스는 필리핀에 온 중국인들을 노젓는 선원으로 고용하였다. 그러나 스페인인들은 이들을 가혹하게 대하였고, 참다 못한 선원 반화오(潘和五) 등이 다스마리냐스 등을 살해하고 도주하였다. 이로 인하여 아들 루이스 페레스 다스마리냐스(Luis Pérez Dasmariñas)가 중국에 사신을 보내어 소송 형식으로 사건을 고발한 것이다.
당시 조선에 파병하여 일본과 맞서던 명조는 사건을 빌미로 일본을 정탐하려 한 것이었다.

## 가족
- 증조부 : 허종명(許宗明)
- 조부 : 허보(許輔)
- 부 : 허송(許松)
- 모 : 심씨(沈氏)
- 처 : 서씨(舒氏)
- 동생1 : 허도원(許道遠)
- 동생2 : 허지원(許志遠)
- 동생3 : 허행원(許行遠)
- 아들 : 허대수(許大受)
- 손자 : 허원조(許元釗)

## 참고 문헌
- 『明史』 「列傳171·儒林2」 中 許孚遠
- 네이버 백과사전 허부원 항목
- 百度百科(http://baike.baidu.com) 許孚遠 항목

- 국사편찬위원회 조선왕조실록•명청실록(http://sillok.history.go.kr)
- Harvard University China Biographical Database Project(CBDB)(https://projects.iq.harvard.edu/cbdb/home)